# اسلون فرینگتون
اسلون فرینگتون (انگلیسی: Sloane Farrington; ۱۷ مهٔ ۱۹۲۳ – تاریخ ورودی نامعتبر است) قایقران قایق بادبانی اهل باهاما بود.